# Crkva Gospe od Dobrića
Crkva Gospe od Dobrića u Splitu grkokatolička je sakralna građevina koja se nalazi nedaleko od Voćnog trga na adresi Dobrić 2.

## Opis dobra
Podigao ju je u neoromaničkom stilu 1868. godine kanonik Ivan Manger, prema nacrtima arhitekta Emila Vechiettija. Nalazi se u predjelu Dobrić koji je ime dobio po izvoru pitke ( “dobre”) vode u neposrednoj blizini crkve. Prilagodivši se urbanističkim datostima jugozapadnoga dijela grada, sjeverno i istočno pročelje crkve sljubljeno je sa susjednim zgradama. Na mramornom oltaru iz 1877. nalazi se ikona Gospe Kliške koja je u stariju crkvu (koja se nalazila na mjestu današnje, zbog čega se i nova crkva naziva uskočkom crkvom) donesena nakon pada tvrđave Klis 1537. godine. Crkva je obnovljena 1987. godine.
Nakon više godina povremenog bosloslužja crkva je 2021. dana na stalnu upotrebu Križevačkoj eparhiji, nakon čega je u njoj osnovana grkokatolička Župa Krista Spasitelja te se u toj crkvi gotovo svakodnevno odvija bogoslužje po istočnom obredu.

## Zaštita
Pod oznakom Z-3422 zavedena je kao nepokretno kulturno dobro - pojedinačno, pravna statusa zaštićena kulturnog dobra, klasificiranog kao sakralna graditeljska baština.